# Gez-ez-Angles
Gez-ez-Angles település Franciaországban, Hautes-Pyrénées megyében. Lakosainak száma 23 fő (2022. január 1.). Gez-ez-Angles Escoubès-Pouts, Les Angles, Arcizac-ez-Angles, Arrodets-ez-Angles és Arrayou-Lahitte községekkel határos.

## Népesség
A település népességének változása:
| Lakosok száma | 29   | 30   | 27   | 28   | 27   | 26   | 25   | 23   |
|               | 2013 | 2015 | 2017 | 2018 | 2019 | 2020 | 2021 | 2022 |